# Industriebahn Talara
| Dampfbetrieb in Talara |                     |             |             |
| Streckenlänge: | 130 km              |             |             |
| Spurweite: | 762 mm (Schmalspur) |             |             |
| |                     |             |             |
| \| \| \| Pariñas \| \| \| \| \| \| \| \| \| \| Verdun Alto \| \| \| \| \| Talara \| \| \| \| \| La Brea \| \| \| \| \| 488 m \| \| \| \| \| Negritos \| \| \| \| \| Lomitos \| \| \| \| \| \| \| \| \| \| Lagunitas \| \| \| \| \| Portachuelo \| \| \| \| \| \| \| \| Quellen: [1] \| \| \| \| |                     |             |             |
| Strecke von links (außer Betrieb) · Dienststation / Betriebs- oder Güterbahnhof quer (Strecke außer Betrieb) · Strecke von rechts (außer Betrieb) |                     | Pariñas     | Pariñas     |
| Abzweig geradeaus und nach links (Strecke außer Betrieb) · Strecke von rechts (außer Betrieb) · Strecke (außer Betrieb) |                     |             |             |
| Strecke (außer Betrieb) · Dienststation / Betriebs- oder Güterbahnhof (Strecke außer Betrieb) · Strecke (außer Betrieb) |                     | Verdun Alto | Verdun Alto |
| Dienststation / Betriebs- oder Güterbahnhof (Strecke außer Betrieb) · Strecke (außer Betrieb) · Strecke (außer Betrieb) |                     | Talara      | Talara      |
| Abzweig geradeaus und nach links (Strecke außer Betrieb) · Strecke nach rechts (außer Betrieb) · Dienststation / Betriebs- oder Güterbahnhof (Strecke außer Betrieb) |                     | La Brea     | La Brea     |
| Tunnel (Strecke außer Betrieb) · Strecke (außer Betrieb) |                     | 488 m       | 488 m       |
| Dienststation / Betriebs- oder Güterbahnhof (Strecke außer Betrieb) · Strecke (außer Betrieb) |                     | Negritos    | Negritos    |
| Strecke (außer Betrieb) · Dienststation / Betriebs- oder Güterbahnhof (Strecke außer Betrieb) |                     | Lomitos     | Lomitos     |
| Strecke nach links (außer Betrieb) · Abzweig von links und von rechts (Strecke außer Betrieb) · Strecke nach rechts (außer Betrieb) |                     |             |             |
| Dienststation / Betriebs- oder Güterbahnhof (Strecke außer Betrieb) |                     | Lagunitas   | Lagunitas   |
| Betriebs-/Güterbahnhof Streckenende (Strecke außer Betrieb) |                     | Portachuelo | Portachuelo |
| |                     |             |             |
| Quellen: |                     |             |             |

Die Industriebahn Talara umfasste ein Netz von mehr als 130 km, ausgehend von den Küstenstädten Talara und Negritos in Peru am Pazifik und diente in erster Linie der örtlichen Ölindustrie. Das Netz war in der Spurweite von 762 mm errichtet.

## Geografische Lage
Kernstück des Netzes war die Strecke zwischen Talara und Negritos. Von dort führten die Strecken des Netzes teils parallel zur Küste, teils ins Hinterland. Die zentrale Strecke führte durch schwieriges Gelände. Die dort erheblichen Gefälle und Steigungen wurden zunächst mit einem stationären Seilzug überwunden und erst später durch einen 488 m Tunnel ersetzt.

## Geschichte
Die Strecken wurden von der London and Pacific Petroleum Company in der Zeit nach 1888 errichtet und später mehrfach umgebaut. 1914 verschmolz die Gesellschaft in der International Petroleum Company (IPCo). Die Strecken wurden bis 1950 sukzessive aufgegeben, zuletzt der Abschnitt zwischen Talara und Negritos. Nur ein kurzer Abschnitt im Bereich des Hafens von Talara wurde bis etwa 1965 als Hafenbahn weiter genutzt.

## Betrieb
Die Bahn diente überwiegend dem Transport von Material durch die London and Pacific Petroleum Company und deren Nachfolgerin. Öffentlicher Personenverkehr fand nur ab 1925 im Rahmen eines wöchentlichen Zuges aus dem Hinterland zum Markt von Negritos statt, der für die Nutzer kostenlos war.
Der Tunnel zwischen Talara und Negritos war sowohl für die Bahn als auch für den Straßenverkehr angelegt. Die Durchfahrt war durch eine Signal- und Ampelanlage geregelt.